# 维克托·瓦斯涅佐夫
维克托·米哈伊洛维奇·瓦斯涅佐夫（羅馬化：Viktor Mikhaylovich Vasnetsov；1848年5月15日—1926年7月23日），俄羅斯藝術家，专攻神話和历史题材。被认为是俄罗斯文艺复兴运动的关键人物之一。